# Het antwoord op de ultieme vraag over het Leven, het Universum, en Alles

Het antwoord op het Leven, het Universum, en Alles

Het antwoord op de ultieme vraag over het Leven, het Universum, en Alles (in sommige vertalingen "Het leven, het heelal en de rest") is een kwestie uit het boek The Hitchhiker's Guide to the Galaxy van Douglas Adams. Het antwoord luidt: 42.

## Achtergrond
Het antwoord op deze vraag wordt gezocht door een groep pandimensionale wezens, die nu eindelijk eens de zin van het leven willen weten. Ze construeren hiervoor de computer Deep Thought, die na 7½ miljoen jaar met het antwoord "42" komt. Dat helpt niet, aangezien men niet weet wat de ultieme vraag nu eigenlijk is. Daarmee begint dus een nieuwe zoektocht: wat is de ultieme vraag over het Leven, het Universum, en Alles, waarop "42" blijkbaar het antwoord is?
Daarvoor wordt een nieuwe computer gebouwd ter grootte van een planeet. De planeet wordt "Aarde" genoemd door zijn bewoners, die niet weten dat ze eigenlijk deel uitmaken van een computer. Deze computer heeft 10 miljoen jaar gerekend en is nog maar vijf minuten verwijderd van het weergeven van de ultieme vraag, maar dan wordt de computer (de aarde dus) door buitenaardsen vernietigd voor de aanleg van een galactische snelweg. De radioserie waar het boek op gebaseerd was, stelt echter dat de aarde is vernietigd door een groep psychiaters onder leiding van Grag Halfrunt, die hun broodwinning in gevaar zagen komen als de zin van het leven zou worden ontdekt.
Slechts enkele bewoners weten te ontsnappen en de ultieme vraag blijft onduidelijk. Wel suggereert het tweede boek dat de aarde-computer mogelijk op het verkeerde spoor zat. In de computer zou een verstoring zijn ontstaan door de grootvaderparadox: de "Golgafrincham" zouden in de prehistorie neergestort zijn op Aarde, waardoor deze groep buitenaardse wezens de voorouders werd van de mens, terwijl de mensheid eigenlijk andere voorouders gehad zou hebben.
In het derde boek blijkt tevens dat het logisch onmogelijk is dat De Vraag en Het Antwoord tegelijkertijd in hetzelfde universum bestaan: het heelal zou vernietigd worden als iemand toch de vraag en het antwoord zou weten en dus de zin van het leven zou begrijpen. Ervoor in de plaats zou dan een heelal komen dat nog ingewikkelder is. Het boek stelt dat dit volgens een bepaalde theorie al eens gebeurd kan zijn.

## Betekenis
Douglas Adams zou met dit absurdistische verhaal het reductionisme en streven naar exactheid in de wetenschap op de korrel nemen. Een andere uitleg is dat de vraag naar de zin van het leven belachelijk gemaakt wordt: een eenvoudig antwoord leidt tot onvrede.

## Verwijzingen
The Hitchhiker's Guide to the Galaxy geniet bekendheid binnen de IT-gemeenschap en zo heeft de IBM-computer Deep Thought zijn naam aan het boek te danken. Ook duikt het antwoord 42 op allerlei plekken op, zoals in programmeervoorbeelden en handleidingen. Verder verwijzen veel bedrijfsnamen naar dit antwoord. Impliciete verwijzingen naar het getal komen wereldwijd voor. Zo kan 42? een reactie zijn op een vraag die niet te beantwoorden is. 
De programmeertaal SWI-Prolog (versie 5.6.58) reageert met de volgende dialoog op een logische fout:
```
?-
 
X
.

% ... 1,000,000 ............ 10,000,000 years later

%

% >> 42 << (last release gives the question)

```

### Getalraadsel
Hoewel Adams mogelijk niets bijzonders bedoelde met het antwoord "42", hebben fans geprobeerd er een getalraadsel mee te construeren.
Onder computerprogrammeurs bestaat de grap dat het antwoord '42' het gevolg is van een programmeerfout in Deep Thought. De opdracht aan de computer zou "ZES * NEGEN" zijn geweest. Als de macro "ZES" als "1 + 5" wordt gedefinieerd, en "NEGEN" als "8 + 1", berekent de computer, de rekenregel volgend, 1 + (5 * 8) + 1, waar 42 uitkomt. De correcte berekening zou echter (1 + 5) * (8 + 1) = 54 zijn.
Een andere oplossing is gevonden in het dertientallig stelsel. Hierin wordt 6*9 terecht weergegeven als 42 (4*13 + 2*1).
Het antwoord op de vraag kan ook zijn “To be”. Als A=1 en Z=26, dan zijn de letters T(20) O(15) B(2) E(5) samen 42.